# Rome (Wisconsin)
Rome is een plaats (census-designated place) in de Amerikaanse staat Wisconsin, en valt bestuurlijk gezien onder Jefferson County.

## Demografie
Bij de volkstelling in 2000 werd het aantal inwoners vastgesteld op 574.

## Geografie
Volgens het United States Census Bureau beslaat de plaats een oppervlakte van 10,7 km², waarvan 10,2 km² land en 0,5 km² water. Rome ligt op ongeveer 259 m boven zeeniveau.

## Plaatsen in de nabije omgeving
De onderstaande figuur toont nabijgelegen plaatsen in een straal van 16 km rond Rome.